# Промах (сын Парфенопея)
Промах (др.-греч. Πρόμαχος, «сражающийся впереди») — персонаж древнегреческой мифологии. Сын Парфенопея. Мать — нимфа Климена, по версиям, его звали Стратолай, Фесимен или Тлесимен.
Участник похода Эпигонов. Статуя в Аргосе вместе с другими эпигонами, статуя в Дельфах. Похоронен в Глисанте, близ Фив, рядом с другими эпигонами.
Действующее лицо киклической поэмы «Эпигоны».